# Nation
Nation – ósmy album długogrający brazylijskiej grupy metalowej Sepultura, wydany w 2001 roku.
Album dotarł do 134. miejsca listy Billboard 200 w Stanach Zjednoczonych sprzedając się w nakładzie 10 tys. egzemplarzy w przeciągu tygodnia od dnia premiery. Płyta trafiła ponadto m.in. na listy przebojów w Niemczech, Austrii, Polsce, Australii, Szwajcarii, Wielkiej Brytanii oraz Francji.
Według danych z kwietnia 2002 album sprzedał się w nakładzie 55,721 egzemplarzy na terenie Stanów Zjednoczonych.

## Lista utworów
Opracowano na podstawie materiału źródłowego.
| Nr  | Tytuł utworu                    | Autorzy                                                    | Długość |
| --- | ------------------------------- | ---------------------------------------------------------- | ------- |
| 1.  | „Sepulnation”                   | Derrick Green, Igor Cavalera, Andreas Kisser               | 4:20    |
| 2.  | „Revolt”                        | Andreas Kisser, Igor Cavalera                              | 0:56    |
| 3.  | „Border Wars”                   | Andreas Kisser, Derrick Green, Igor Cavalera               | 5:10    |
| 4.  | „One Man Army”                  | Andreas Kisser, Derrick Green, Igor Cavalera               | 5:27    |
| 5.  | „Vox Populi”                    | Andreas Kisser, Igor Cavalera                              | 3:41    |
| 6.  | „The Ways of Faith”             | Andreas Kisser, Derrick Green, Igor Cavalera               | 4:53    |
| 7.  | „Uma Cura”                      | Derrick Green, Andreas Kisser, Igor Cavalera               | 3:14    |
| 8.  | „Who Must Die?”                 | Derrick Green, Andreas Kisser, Igor Cavalera               | 2:58    |
| 9.  | „Saga”                          | Andreas Kisser, Igor Cavalera                              | 4:37    |
| 10. | „Tribe to a Nation”             | Andreas Kisser, Derrick Green, Igor Cavalera               | 2:48    |
| 11. | „Politricks”                    | Jello Biafra, Andreas Kisser, Derrick Green, Igor Cavalera | 4:14    |
| 12. | „Human Cause”                   | Andreas Kisser, Igor Cavalera                              | 0:57    |
| 13. | „Reject”                        | Andreas Kisser, Derrick Green, Igor Cavalera               | 2:59    |
| 14. | „Water”                         | Andreas Kisser, Derrick Green                              | 2:44    |
| 15. | „Valtio” (utwór instrumentalny) | Andreas Kisser, Eicca Toppinen                             | 3:20    |
|     |                                 |                                                            | 52:18   |

## Twórcy
Opracowano na podstawie materiału źródłowego.
| Zespół Sepultura w składzie - Derrick Green - wokal prowadzący, gitara basowa - Andreas Kisser - gitara elektryczna, gitara basowa - Paulo Jr. - gitara basowa - Igor Cavalera - perkusja Dodatkowi muzycy - Marinho Nobre - gitara basowa (7) - Krztoff - programowanie (7) - Fernando P9, Alex - instrumenty perkusyjne (9) - Jamey Jasta - wokal wspierający (12) - Dr. Israel - wokal wspierający (10), produkcja (10) - Jello Biafra - wokal wspierający (11) - Dener - kontrabas (14) - Apocalyptica - Eicca Toppinen - wiolonczela (15), aranżacja (15) - Paavo Lötjönen - wiolonczela (15) - Perttu Kivilaakso - wiolonczela (15) |  | Inni - Steve Evetts - produkcja, miksowanie, realizacja nagrań, inżynieria dźwięku, instrumenty perkusyjne (9) - Shepard Fairey - oprawa graficzna - John Goodmanson - miksowanie, inżynieria dźwięku - Theo "What?" Mares, Mauricio Cersosimo, Albert Levsink, Jason Spittle, Dan Milazzo, Steve Revitte, Silvio Gomes, Robert "Cokada" Gilbreath - inżynieria dźwięku - Ted Jensen - mastering - Steve Thompson - miksowanie - Hiili Hiilesmaa - produkcja (15) - Juha Heininen - realizacja nagrań, miksowanie (15) - Rui Mendes - zdjęcia |

## Notowania

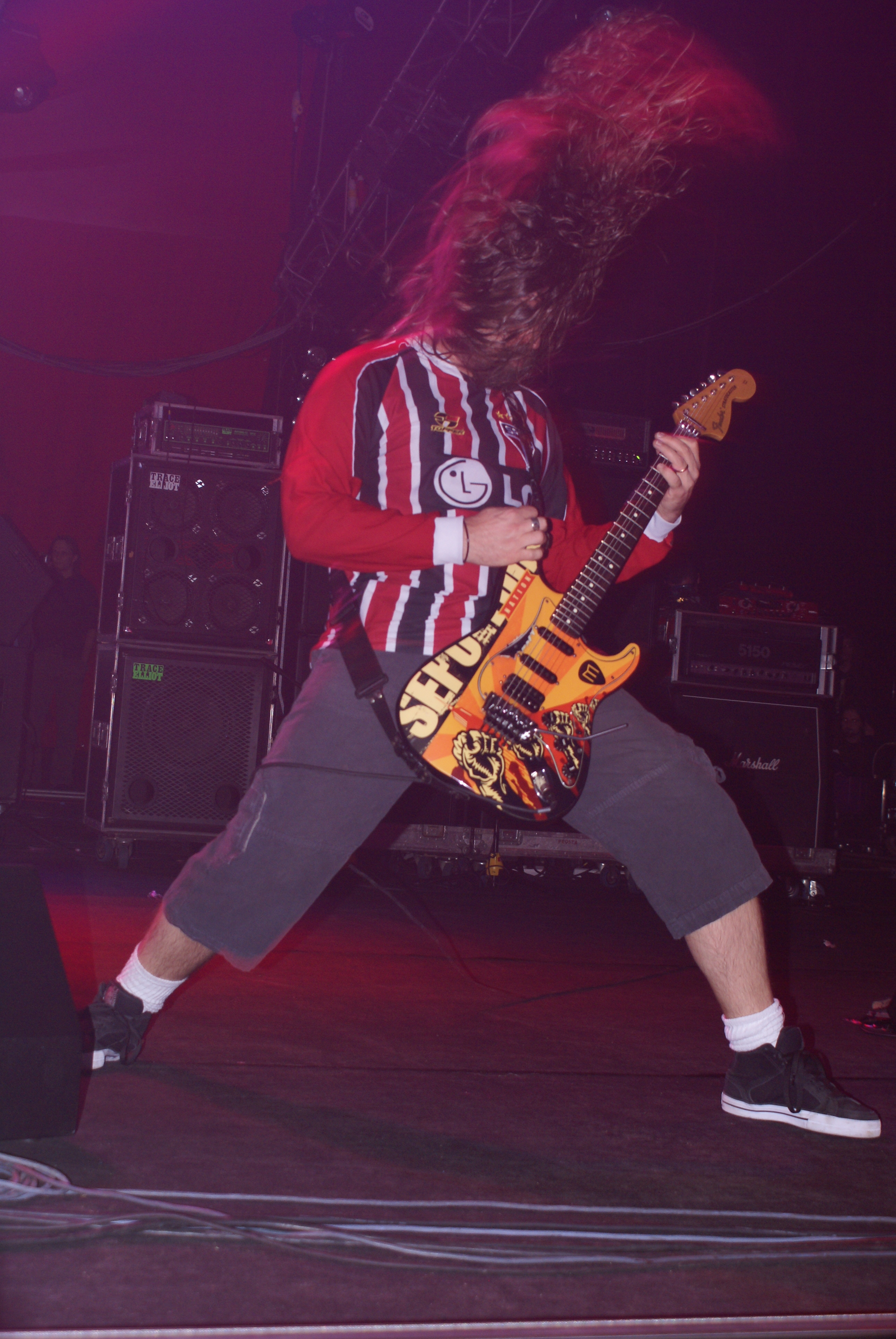
Andreas Kisser z gitarą opatrzoną oprawą graficzną Nation podczas koncertu Sepultury na festiwalu Metalmania 2007

| Lista                | Kraj              | Pozycja |
| -------------------- | ----------------- | ------- |
| ARIA Charts          | Australia         | 40      |
| Ö3 Austria Top 40    | Austria           | 41      |
| SNEP                 | Francja           | 91      |
| Media Control Charts | Niemcy            | 28      |
| OLiS                 | Polska            | 9       |
| Billboard 200        | Stany Zjednoczone | 134     |
| Schweizer Hitparade  | Szwajcaria        | 84      |
| UK Albums Chart      | Wielka Brytania   | 88      |
| Mahasz               | Węgry             | 34      |